# Helen McCrory
Helen Elizabeth McCrory OBE (Londres, 17 d'agost de 1968 – Londres, 16 d'abril de 2021) fou una actriu britànica. Fou coneguda per interpretar Cherie Blair en la pel·lícula The Queen; Narcisa Malfoy en la saga de Harry Potter; i Elizabeth Gray, la tia Polly en la sèrie britànica Peaky Blinders.

## Biografia
De mare gal·lesa, Anne Morgans, i pare escocès, Iain McCrory, era la més gran de tres germans. Va estudiar a Queenswood, un internat de Hertfordshire i després va passar un any vivint a Itàlia. Quan va tornar al Regne Unit va començar a estudiar representació en el Drama Centre a Londres.
Es va iniciar en el teatre i el 1993 va conquerir el tercer lloc en els premis Ian Charleston gràcies al seu paper com a Rose Trelawny a Trelawny of the 'Wells' presentada en el Royal National Theatre. El 2002, va ser nominada pel premi London Evening Estàndard Theatre pel seu paper a L'oncle Vània presentada en el Donmar Warehouse. Va ser també nominada als premis Laurence Olivier pel seu treball com a Rosalind a Al vostre gust.
El 2007, es va casar amb l'actor Damian Lewis amb qui va tenir dos fills. Helen va ser benefactora honorária de la institució de caritat per a nens Scene & Heard. El 2017, va rebre el títol d'Oficial de l'Imperi Britànic (OBE) per la seva contribució a la representació.
En el cinema va tenir papers secundaris en pel·lícules com Cròniques vampíriques (1994), Charlotte Gray (2001), The Count of Monte Cristo (2002) i Casanova (2005). A La reina (2006), va interpretar Cherie Blair, paper que vindria a reprendre en la pel·lícula The Special Relationship del mateix guionista. Entre 2009 i 2011 va interpretar el paper de Narcisa Malfoy en les darreres tres pel·lícules de la saga Harry Potter.
Els anys següents va participar en pel·lícules com Hugo (2011), 007: Skyfall (2012) i A Little Chaos, no obstant això, va ser amb els seus papers a sèries de televisió com Peaky Blinders i Penny Dreadful on més es va destacar.
Va morir el 16 d'abril de 2021, als 52 anys, a conseqüència d'un càncer.

## Filmografia

### Actriu
| Any  | Títol                                            | Paper                     |
| ---- | ------------------------------------------------ | ------------------------- |
| 1994 | Entrevista amb el vampir                         | 2a Mestra                 |
| 1994 | La taula de Flandes                              | Lola                      |
| 1997 | The James Gang                                   | Bernadette James          |
| 1998 | Dad savage                                       | Chris                     |
| 2001 | Charlotte Gray                                   | Francoise                 |
| 2002 | The Count of Monte Cristo                        | Valentina Villefort       |
| 2004 | L'intrús                                         | Mrs. Logan                |
| 2005 | Casanova                                         | Casanova mare             |
| 2006 | La reina                                         | Cherie Blair              |
| 2007 | La jove Jane Austen                              | Ann Radcliffe             |
| 2008 | Flashbacks of a Fool                             | Peggy Tickell             |
| 2009 | Harry Potter i el misteri del Príncep            | Narcissa Malfoy           |
| 2010 | 4.3.2.1                                          | Mrs. Jones                |
| 2010 | Harry Potter i les relíquies de la Mort - Part 1 | Narcissa Malfoy           |
| 2011 | Harry Potter i les relíquies de la Mort - Part 2 | Narcissa Malfoy           |
| 2011 | Hugo                                             | Mama Jeanne               |
| 2012 | Skyfall                                          | Clair Dowar MP            |
| 2014 | A Little Chaos                                   | Madame Françoise Le Nôtre |
| 2014 | The Woman in Black: Angel of Death               | Jean Hogg                 |
| 2015 | Bill                                             | Elisabet I d'Anglaterra   |
| 2016 | La seva millor història                          | Sophie Smith              |

| Any       | Títol                                             | Paper             | Notes       |
| --------- | ------------------------------------------------- | ----------------- | ----------- |
| 1993      | Full Stretch                                      | Vicki Goodall     | 1x04        |
| 2002      | The Jury                                          | Rose Davies       | 6 episodis  |
| 2004      | Sherlock Holmes and the Case of the Silk Stocking | Jenny Vandeleur   |             |
| 2009      | Life                                              | Amanda Puryer     | 5 episodis  |
| 2010      | Doctor Who                                        | Rosanna Calvierri |             |
| 2011      | The Special Relationship                          | Claire Blair      |             |
| 2012      | Leaving                                           | Clare Rendlesham  |             |
| 2013–2019 | Peaky Blinders                                    | Polly Gray        | 31 episodis |
| 2014–2015 | Penny Dreadful                                    | Madame Kali       | 12 episodis |
| 2014      | Inside No. 9                                      | Tabitha           | 1x06        |
| 2017      | Fearless                                          | Emma Banville     | 6 episodis  |
| 2019      | MotherFatherSon                                   | Kathryn Villiers  | 8 episodis  |
| 2020      | Quiz                                              | Sonia Woodley QC  | 3 episodis  |
| 2020      | Roadkill                                          | Dawn Ellison      | 2 episodis  |